# 험천 전투
험천 전투는 1637년 병자호란 당시 남한산성으로 향했던 충청도 근왕군과 청군이 벌인 전투로, 사기가 낮았던 조선군은 이 전투에서 참패하고 정세규는 퇴각하였다.

## 배경
근왕의 명을 받은 충청도 감사 정세규는 칠순에 가까운 노장 최진립과 함께 8,000명의 근왕병을 조직하여 진군하였다. 근왕군은 남한산성으로 진군 중이라는 신호를 알리는 불화살을 쏜 뒤 험천까지 진군하였다. 그러나 이곳에 매복하고 있던 청 태종의 매부이자 청군의 명장인 양고리가 조선군을 기습하였다.

## 전투
사기가 낮았던 근왕군은 갑작스러운 청군의 기습에 전의를 상실하여 대거 탈영하였으나 청군에 의해 퇴로가 막혔고 뒤로는 절벽이 가로막았으므로 다수의 병력이 낙사했다. 이민진과 김홍익의 의병들은 싸우고자 하는 의지가 있었으나 탈영하는 근왕군에 밀쳐져 함께 절벽에서 떨어져 낙사했다. 난전 중에 최진립이 전사하고 영장 권정길의 아우인 권임길 또한 전사했다. 의병장 김홍익 또한 전사하고 이민진은 포로로 붙잡힌 뒤 항거하다 처형되었다.
정세규는 전투에 승산이 없다고 판단하여 절벽으로 몸을 던졌으나, 군사들에게 구출되어 수원으로 퇴각하였다. 정세규를 제외한 다수의 장수들이 전사하고 병력의 대부분을 잃는 등 이 전투의 피해가 막심하였다. 그러나 정세규는 이때의 충성심을 인정받아 패전의 죄를 면죄받았다.